# Chiesa del Santissimo Redentore (Arborea)
La chiesa del Santissimo Redentore è un edificio religioso situato ad Arborea, centro abitato della Sardegna centrale. Consacrata al culto cattolico, è sede dell'omonima parrocchia e fa parte dell'arcidiocesi di Oristano.
Finita nel 1928 e consacrata nel marzo del 1929, la chiesa si presenta in stile neoromanico con elementi appartenenti all'architettura padana. L'aula è mononavata con archi a tutto sesto e sesto acuto. Conserva una pregevole pala d'altare,  opera eseguita nel 1933 dal pittore sardo Filippo Figari, raffigurante il miracolo della moltiplicazione dei pani e dei pesci.